# Iserlia
Iserlia è un comune della Moldavia situato nel distretto di Basarabeasca di 1.205 abitanti al censimento del 2004

## Località
Il comune è formato dall'insieme delle seguenti località (popolazione al 2004)
- Iserlia (884 abitanti)
- Bogdanovca (52 abitanti)
- Carabiber (82 abitanti)
- Ivanovca (187 abitanti)